# Celama tetrophthalma
Celama tetrophthalma är en fjärilsart som beskrevs av Edward Meyrick. Celama tetrophthalma ingår i släktet Celama och familjen trågspinnare. Inga underarter finns listade i Catalogue of Life.